# Лакомб, Оливье
Оливье Лакомб (фр. Olivier Lacombe; 2 июля 1904, Льеж, Бельгия —2 июля 2001, Нёйи-сюр-Сен, Франция) — французский философ и индолог.

## Биография
Родился 2 июля 1904 года в городе Льеж, Бельгия. В 1928 году получил учёную степень агреже по философии в Лилльском университете. В 1939 году там же защитил докторскую диссертацию. В период с 1947 по 1959 год занимал должность заведующего кафедрой истории философии и сравнительной философии. В 1959 году перешёл работать в Парижский университет, где до 1974 года занимал должность профессора сравнительной философии (после разделения университета в 1970 году, занимал ту же должность в Университете Париж IV Сорбонна). С 1974 года — почётный профессор в отставке. В 1977 году был избран членом Академии моральных и политических наук.